# Kiewłaki
Kiewłaki – wieś w Polsce położona w województwie podlaskim, w powiecie bielskim, w gminie Brańsk.
W latach 1975–1998 miejscowość administracyjnie należała do województwa białostockiego.
Położona niedaleko Hodyszewa i odległa o 10 km od Brańska.
Według Powszechnego Spisu Ludności z 1921 roku wieś zamieszkiwało 180 osób, wśród których 171 było wyznania rzymskokatolickiego, 2 prawosławnego a 7 mojżeszowego. Jednocześnie 179 mieszkańców zadeklarowało polską przynależność narodową, a 1 białoruską. Było tu 23 budynki mieszkalne.
Wierni kościoła rzymskokatolickiego należą do parafii Wniebowzięcia Najświętszej Maryi Panny w Hodyszewie.